# Comuna Robertsfors
Robertsfors (Robertsfors kommun) este o comună din comitatul Västerbottens län, Suedia, cu o populație de 6.738 locuitori (2013).

## Geografie

### Zone urbane
Lista celor mai mari zone urbane din comună (anul 2015) conform Biroului Central de Statistică al Suediei:
| Nr | Zona urbană | Pop.  |
| -- | ----------- | ----- |
| 1  | Robertsfors | 2.030 |
| 2  | Ånäset      | 603   |
| 3  | Bygdeå      | 512   |

## Demografie
| \| Evoluția demografică în comuna Robertsfors, 1970–2015 \| Evoluția demografică în comuna Robertsfors, 1970–2015 \| Evoluția demografică în comuna Robertsfors, 1970–2015 \| Evoluția demografică în comuna Robertsfors, 1970–2015 \| Evoluția demografică în comuna Robertsfors, 1970–2015 \| \| ----------------------------------------------------------------------------------------------------- \| ----------------------------------------------------- \| ----------------------------------------------------- \| ----------------------------------------------------- \| ----------------------------------------------------- \| \| An \| \| \| Locuitori \| \| \| 1970 \| 1970 \| \| 7551 \| 7551 \| \| 1975 \| 1975 \| \| 7454 \| 7454 \| \| 1980 \| 1980 \| \| 7737 \| 7737 \| \| 1985 \| 1985 \| \| 7713 \| 7713 \| \| 1990 \| 1990 \| \| 7871 \| 7871 \| \| 1995 \| 1995 \| \| 7707 \| 7707 \| \| 2000 \| 2000 \| \| 7307 \| 7307 \| \| 2005 \| 2005 \| \| 7066 \| 7066 \| \| 2010 \| 2010 \| \| 6831 \| 6831 \| \| 2015 \| 2015 \| \| 6771 \| 6771 \| \| Sursa: SCB - Statistika Centralbyrån, Folkmängd efter region, civilstånd, ålder och kön. År 1968–2016 \| \| \| \| \| |      |  |           |      |
| Evoluția demografică în comuna Robertsfors, 1970–2015 |      |  |           |      |
| An |      |  | Locuitori |      |
| 1970 | 1970 |  | 7551      | 7551 |
| 1975 | 1975 |  | 7454      | 7454 |
| 1980 | 1980 |  | 7737      | 7737 |
| 1985 | 1985 |  | 7713      | 7713 |
| 1990 | 1990 |  | 7871      | 7871 |
| 1995 | 1995 |  | 7707      | 7707 |
| 2000 | 2000 |  | 7307      | 7307 |
| 2005 | 2005 |  | 7066      | 7066 |
| 2010 | 2010 |  | 6831      | 6831 |
| 2015 | 2015 |  | 6771      | 6771 |
| Sursa: SCB - Statistika Centralbyrån, Folkmängd efter region, civilstånd, ålder och kön. År 1968–2016 |      |  |           |      |